# Alfa Romeo 80
L’Alfa Romeo 80 è stato un autocarro prodotto dall'Alfa Romeo.

## Contesto
L'Alfa Romeo 80 aveva installato un motore da 11.560 cm3 di cilindrata che sviluppava 110 CV di potenza. Questo propulsore era il medesimo di quello che venne installato in seguito sull'Alfa Romeo 85.
Questo autocarro, a tre assi, era di grandi dimensioni e quindi era anche abbastanza costoso; per questa ragione l'Alfa Romeo non ne vendette molti esemplari. Prodotto negli anni trenta, dell'Alfa Romeo 80 ne vennero commercializzati solamente 29 esemplari.